# Makoma Lekalakala
Makoma Lekalakala es una activista sudafricana, directora de la sucursal de Earthlife Africa en Johannesburgo . Junto con Liz McDaid, recibió el Premio Ambiental Goldman 2018 para la región africana por su trabajo en el uso de los tribunales para detener un acuerdo nuclear ruso-sudafricano en 2017.